# Tecnologia durante a Segunda Guerra Mundial
A tecnologia durante a Segunda Guerra Mundial desempenhou um papel importante naquele conflito. Algumas dessas tecnologias usadas durante a guerra foram desenvolvidas durante as décadas de 1920 e 1930. Muitas guerras tiveram efeitos importantes nas tecnologias atuais, no entanto, em comparação às guerras anteriores, a II Guerra Mundial teve um maior impacto na tecnologia e nos dispositivos usados até hoje.
A Segunda Guerra Mundial foi a primeira guerra em que as operações militares visaram amplamente impedir os esforços inimigos de pesquisa. Alguns exemplos disso foram a "sabotagem norueguesa de água pesada" (Norwegian heavy water sabotage) e o Bombardeio de Peenemünde. Também ocorreram algumas operações militares para obter conhecimento sobre a tecnologia inimiga, como por exemplo a "Bruneval Raid" (Operação Biting), para o radar alemão (Freya e Wurzburg), e a "Operation Most III" para o V-2 alemão.

## Entre as guerras
Em agosto de 1919, após o Tratado de Versalhes, a lei britânica "Ten Year Rule" declarou que o governo não deveria esperar outra guerra dentro de dez anos e portanto, consequentemente, eles investiram muito pouco em pesquisa e desenvolvimento militar (P&D militar). Enquanto a Alemanha e a União Soviética cooperavam entre si em P&D. Os soviéticos ofereceram a Weimar, na Alemanha, instalações na URSS para a construção e testes de armas e treinamento militar, isso longe dos olhos dos inspetores do tratado. E em troca, eles pediram acesso aos desenvolvimentos técnicos alemães e assistência na criação do Estado-Maior do Exército Vermelho.
Em 1925, uma escola de aviação foi estabelecida perto de Lipetsk (Base Aérea de Lipetsk) para treinar os primeiros pilotos da futura Luftwaffe. E desde 1926, a Reichswehr começou a utilizar uma escola de tanques em Cazã (Kama Tank School) e uma instalação de armas químicas em Oblast de Saratov (Tomka gas test site). E o Exército Vermelho obteve acesso a essas instalações de treinamento, bem como à tecnologia e teoria militar de Weimar.
A fissão nuclear induzida foi descoberta na Alemanha em 1938 por Otto Hahn, porém muitos dos cientistas necessários para desenvolver a energia nuclear já haviam sido perdidos devido às políticas de antissemitismo e anti-intelectualismo.

## Cooperação entre os Aliados
Os Aliados cooperaram extensivamente no desenvolvimento e fabricação de tecnologias novas e existentes para apoiar operações militares e coleta de inteligência durante a Segunda Guerra Mundial. Existiram várias maneiras pelas quais os aliados cooperaram, incluindo o programa americano Lend-Lease e armas híbridas, como o tanque Sherman Firefly, bem como o projeto de pesquisa de armas nucleares britânico Tube Alloys, que foi absorvido pelo Projeto Manhattan, liderado pelos americanos. Várias tecnologias inventadas na Grã-Bretanha provaram ser críticas para os militares e foram amplamente fabricadas pelos Aliados durante a Segunda Guerra Mundial.
A origem da cooperação resultou de uma visita em 1940 do presidente do Comitê de Pesquisa Aeronáutica, Henry Tizard, que providenciou a transferência de tecnologia militar do Reino Unido para os EUA no caso da invasão bem-sucedida do Reino Unido que Hitler estava planejando com a Operação Leão Marinho. Tizard liderou uma missão técnica britânica, conhecida como Missão Tizard, contendo detalhes e exemplos de desenvolvimentos tecnológicos britânicos em áreas como radar, propulsão a jato e também as primeiras pesquisas britânicas sobre a bomba atômica. Um dos dispositivos trazidos para os EUA pela Missão, o magnetron de cavidade ressonante, foi posteriormente descrito como "a carga mais valiosa já trazida para nossas costas".

## Armamentos
A tecnologia de armas militares sofreu diversos avanços durante a Segunda Guerra Mundial e, ao longo de seis anos, houve uma grande taxa de mudança no combate, sendo desde aeronaves a armas pequenas. Na verdade, a guerra começou com a maioria dos exércitos utilizando uma tecnologia que pouco mudou desde a Primeira Guerra Mundial e, em alguns casos, que permaneceram inalteradas desde o século XIX. A cavalaria, trincheiras e navios de guerra eram normais em 1940, no entanto, em apenas seis anos, os exércitos em todo o mundo desenvolveram aviões a jato, mísseis balísticos e, no caso dos Estados Unidos, até armas atômicas.

### Aeronaves

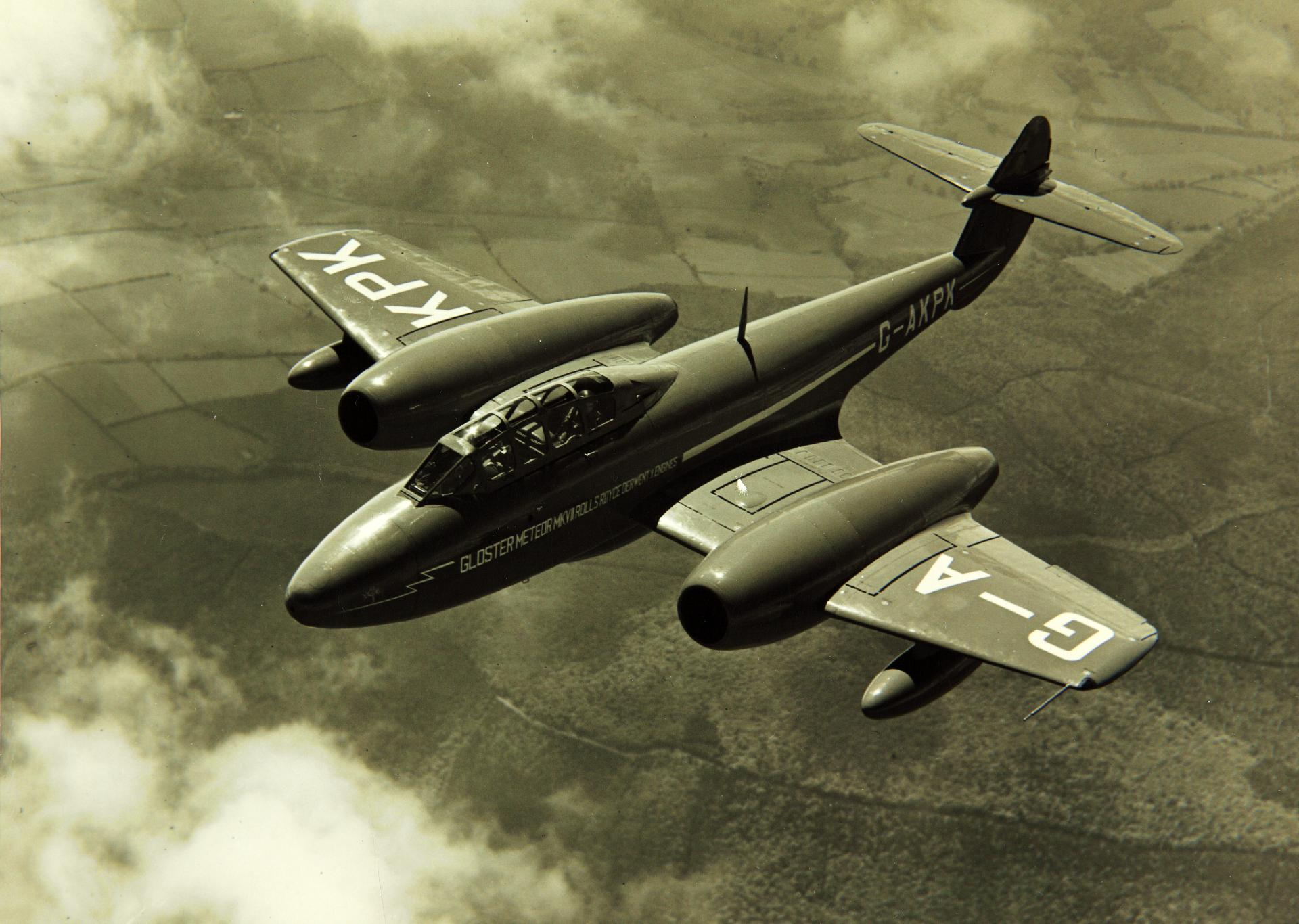
Gloster Meteor (Reino Unido)

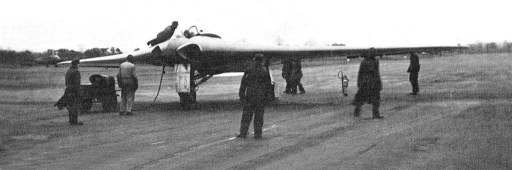
Horten H IX (Gotha Go 229), a asa voadora dos irmãos Horten (Alemanha)

As aeronaves tiveram um rápido e amplo desenvolvimento durante a guerra para atender às demandas do combate aéreo e abordar as lições aprendidas com a experiência de combate. Do avião com cabine aberta ao elegante caça a jato, muitos tipos diferentes foram empregados, muitas vezes projetados para missões muito específicas. As aeronaves foram usadas na Guerra antissubmarina contra os submarinos alemães, pelos alemães para minerar rotas de navegação e pelos japoneses contra navios de guerra da Marinha Real.
Após a Primeira Guerra Mundial, o conceito de bombardeio aéreo em massa "O bombardeiro sempre passará" se tornou muito popular entre os políticos e líderes militares que buscavam uma alternativa para a carnificina da guerra de trincheiras e, com isso, as forças aéreas da Grã-Bretanha, a França e a Alemanha desenvolveram frotas de aviões bombardeiros para permitir isso (os bombardeiros da França foram severamente negligenciados, enquanto os bombardeiros alemães foram desenvolvidos em segredo por serem explicitamente proibidos pelo Tratado de Versalhes).
Consequentemente, no início de 1940, as aeronaves alemãs alcançaram superioridade aérea sobre a França, permitindo que a Luftwaffe iniciasse um bombardeio estratégico contra cidades britânicas. E utilizando os campos de aviação da França, perto do Canal da Mancha, os alemães lançaram ataques contra Londres e outras cidades durante a Blitz.
O bombardeio de Xangai pela Marinha Imperial Japonesa em 28 de janeiro de 1932 e em agosto de 1937 e os bombardeios durante a Guerra Civil Espanhola (1936–1939) demonstraram o poder do bombardeio estratégico e, portanto, as forças aéreas da Europa e dos Estados Unidos começaram a ver os aviões bombardeiros como armas extremamente poderosas que, em teoria, poderiam bombardear uma nação inimiga até sua submissão. E Como resultado, o medo de bombardeiros desencadeou grandes desenvolvimentos na tecnologia de aeronaves.
Os aviões bombardeiros britânicos de longo alcance, como o Short Stirling, foram projetados antes de 1939 para voos estratégicos e receberam um grande armamento, porém sua tecnologia ainda apresentava inúmeras falhas. O Bristol Blenheim de alcance menor e mais curto, sendo o bombardeiro mais usado da RAF, era defendido por uma torre de artilharia operada hidraulicamente, mas, embora parecesse suficiente, logo foi revelado que apenas a torre era insuficiente contra os esquadrões de aviões militares da Alemanha. Já o B-17 Flying Fortress, avião bombardeiro americano, foi construído antes da guerra e foi um dos únicos bombardeiros de longo alcance mais adequados do mundo, sendo projetados para patrulhar as costas americanas. Eles eram defendidos por até seis torres de artilharia fornecendo cobertura de 360°. Contudo, os B-17s ainda eram vulneráveis em guerra, mesmo quando usados em grandes formações.
Mesmo com as habilidades dos bombardeiros aliados, a Alemanha não foi rapidamente afetada pelos ataques aéreos. Isso porque, no início da guerra, a maioria das bombas caiam a quilômetros de seus alvos por conta da fraca tecnologia de navegação, que fazia com que os aviadores aliados frequentemente não conseguissem encontrar seus alvos à noite. Também, as bombas utilizadas pelos aliados eram dispositivos de alta tecnologia, e a produção em massa fazia com que as bombas de precisão fossem geralmente feitas de maneira descuidada e, por isso, não explodiam. Enquanto isso,  apesar dos esforços das forças aéreas aliadas para paralisar a indústria, a produção industrial alemã aumentou continuamente de 1940 a 1945.
Com a ofensiva de bombardeiros, o revolucionário U-boat tipo XXI foi impedido de entrar em serviço durante a guerra. Além disso, os ataques aéreos aliados tiveram um forte impacto de propaganda no governo alemão, levando a Alemanha a iniciar um desenvolvimento sério da tecnologia de defesa aérea na forma de aviões de combate.
A era dos aviões a jato começou pouco antes do início da guerra com o desenvolvimento do Heinkel He 178, o primeiro turbojato. E no final da guerra, os alemães trouxeram o primeiro caça a jato operacional, o Messerschmitt Me 262. No entanto, apesar de sua aparente vantagem tecnológica, os jatos alemães eram muitas vezes prejudicados por problemas técnicos, como a vida útil curta do motor, com o Me 262 tendo uma vida útil operacional estimada de apenas dez horas antes de falhar. Os jatos alemães também foram oprimidos pela supremacia aérea dos Aliados, frequentemente sendo destruídos na pista de pouso ou perto dela. O primeiro e único caça a jato Aliado operacional da guerra, o britânico Gloster Meteor, lutou contra as bombas voadoras V-1 alemãs, mas não se diferenciou significativamente das aeronaves de última geração, movidas a pistão.

#### Combustível
Os países do Eixo tinham uma séria escassez de petróleo para fazer combustível líquido. Enquanto os Aliados tinham uma maior produção de petróleo. A Alemanha, muito antes da guerra, desenvolveu um processo para fazer combustível sintético a partir do carvão. E as fábricas de síntese foram os principais alvos da Campanha do Petróleo na Segunda Guerra Mundial.
Os Estados Unidos adicionaram tetraetilchumbo ao seu combustível para aviação, com o qual abasteciam a Grã-Bretanha e outros Aliados. Este aditivo de aumento de octanagem permitiu taxas de compressão mais altas, permitindo maior eficiência, dando mais velocidade e alcance aos aviões, e reduzindo a carga de resfriamento.

### Veículos

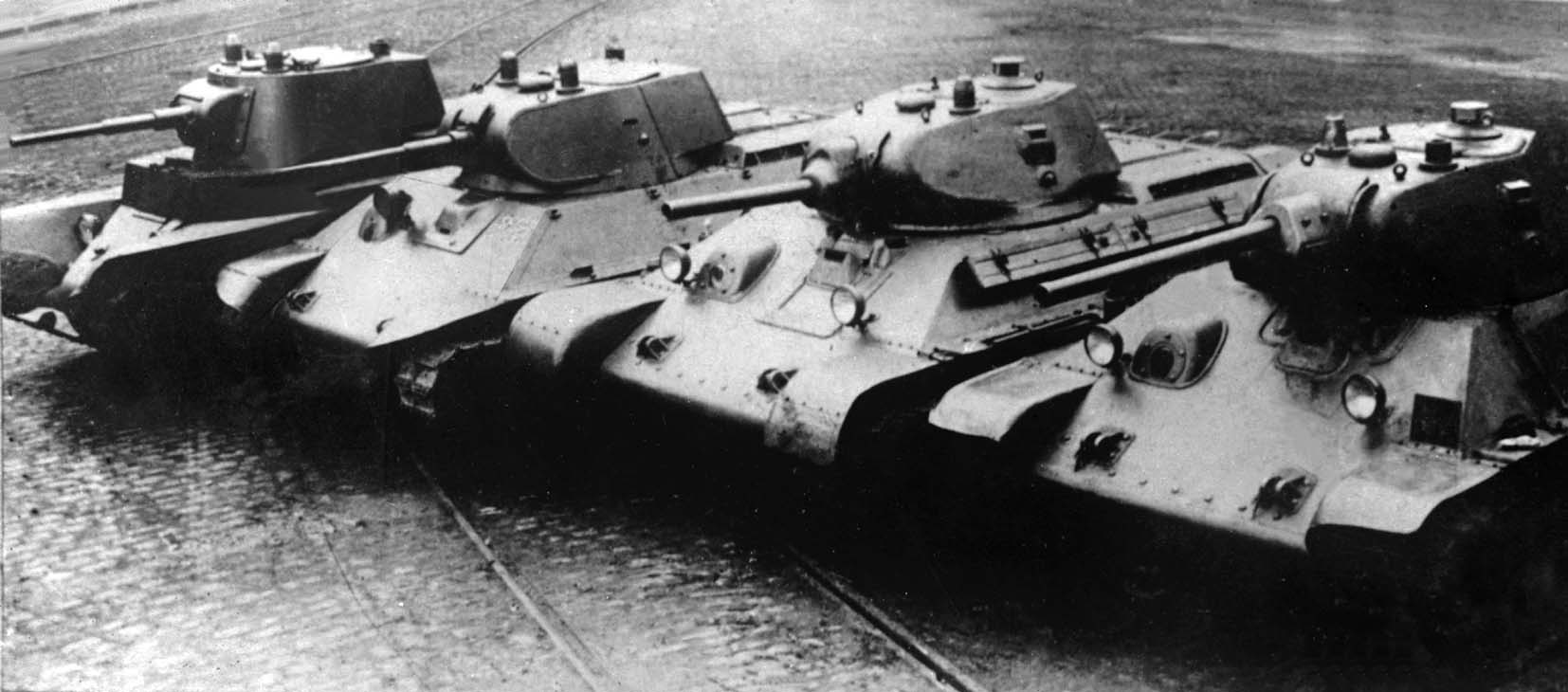
Variantes do tanque T-34 (URSS) em 1941

Os veículos mais visíveis da guerra foram os tanques, formando a ponta de lança blindada da guerra mecanizada. Seu impressionante poder de fogo e armadura os tornavam a principal máquina de combate da guerra terrestre. No entanto, o grande número de caminhões e veículos mais leves que mantinham a infantaria, a artilharia e outros em movimento também eram empreendimentos gigantescos.
E embora a Alemanha reconhecesse o uso concentrado em forças mecanizadas, eles nunca tiveram essas unidades em quantidade suficiente para suplantar as unidades tradicionais. Contudo, os britânicos também viram o valor da mecanização, e para eles era uma forma de aumentar uma reserva de mão de obra limitada. A América também procurou criar um exército mecanizado, e para os Estados Unidos não se tratava tanto de tropas limitadas, mas de uma forte base industrial que pudesse pagar por esse equipamento em grande escala.
O Tratado de Versalhes impôs severas restrições à construção alemã de veículos para fins militares e, portanto, durante as décadas de 1920 e 1930, os fabricantes alemães de armas e a Wehrmacht começaram a desenvolver tanques secretamente. E como esses veículos foram produzidos em segredo, suas especificações técnicas e potenciais de campo de batalha eram em grande parte desconhecidos dos Aliados europeus até o início da guerra.
Os generais franceses e britânicos acreditavam que uma futura guerra com a Alemanha seria travada em condições muito semelhantes às de 1914-1918. E ambos investiram em veículos fortemente blindados e armados projetados para cruzar terrenos danificados por granadas e trincheiras sob fogo. Enquanto os britânicos também desenvolveram tanques Cruiser, que eram mais rápidos, mas com blindagem leve para se posicionarem atrás das linhas inimigas.
Poucos tanques franceses tinham rádios, e estes frequentemente quebravam quando o tanque balançava em terreno irregular. Enquanto os tanques alemães eram todos equipados com rádios, permitindo que eles se comunicassem entre si durante as batalhas. Fazendo com que os comandantes de tanques franceses raramente pudessem se comunicar com outros veículos.

### Navios

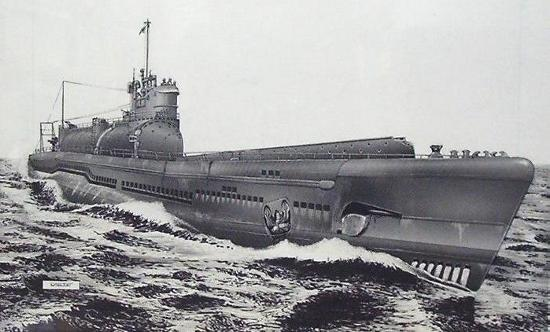
Submarino porta-aviões Classe I-400 (Japão)

A guerra naval mudou drasticamente durante a Segunda Guerra Mundial, com a ascensão do porta-aviões e o impacto de submarinos cada vez mais capazes no curso da guerra. O desenvolvimento de novos navios durante a guerra foi um tanto limitado devido ao longo período de tempo necessário para a produção, mas desenvolvimentos importantes foram frequentemente adaptados para navios mais antigos. Tipos avançados de submarinos alemães entraram em serviço tarde demais e depois que quase todas as tripulações experientes foram perdidas.
Além de porta-aviões, sua contraparte auxiliar de destróieres também avançou. E na Marinha Imperial Japonesa, os destróieres da classe Fubuki foram introduzidos. A classe Fubuki estabeleceu um novo padrão não apenas para embarcações japonesas, mas para destróieres em todo o mundo. Em uma época em que os contratorpedeiros britânicos e americanos pouco mudaram em relação a suas montagens de canhão único e sem torres e armamento leve, os contratorpedeiros japoneses eram maiores, armados com mais força e mais rápidos do que qualquer classe semelhante de embarcação nas outras frotas. Os destruidores japoneses da Segunda Guerra Mundial são considerados os primeiros destruidores modernos do mundo.
Os submarinos alemães foram usados principalmente para parar ou destruir os recursos dos Estados Unidos e Canadá vindos do outro lado do Atlântico. Os submarinos eram essenciais tanto no Oceano Pacífico quanto no Oceano Atlântico. Os avanços na tecnologia submarina incluíram o submarino esnórquel. E as defesas japonesas contra os submarinos aliados foram ineficazes. Grande parte da frota mercante do Império do Japão, necessária para abastecer suas forças dispersas e trazer suprimentos como petróleo e alimentos para o arquipélago japonês, foi afundada. Entre os navios de guerra afundados por submarinos estava o maior porta-aviões da guerra, o Shinano da Classe Yamato.
O Kriegsmarine introduziu a classe Deutschland para contornar as restrições impostas pelo Tratado de Versalhes. As inovações incluíram o uso de motores a diesel e cascos soldados em vez de rebitados.
Os avanços mais importantes a bordo foram no campo da guerra antissubmarino. Impulsionadas pela necessidade desesperada de manter o suprimento da Grã-Bretanha, as tecnologias para a detecção e destruição de submarinos avançaram com alta prioridade. O uso de sonares se generalizou, assim como a instalação de radares de bordo e aerotransportados. O quebrador de códigos dos aliados, Ultra, permitiu que os comboios fossem conduzidos em torno do Rudeltaktik de U-boat.

## Armas

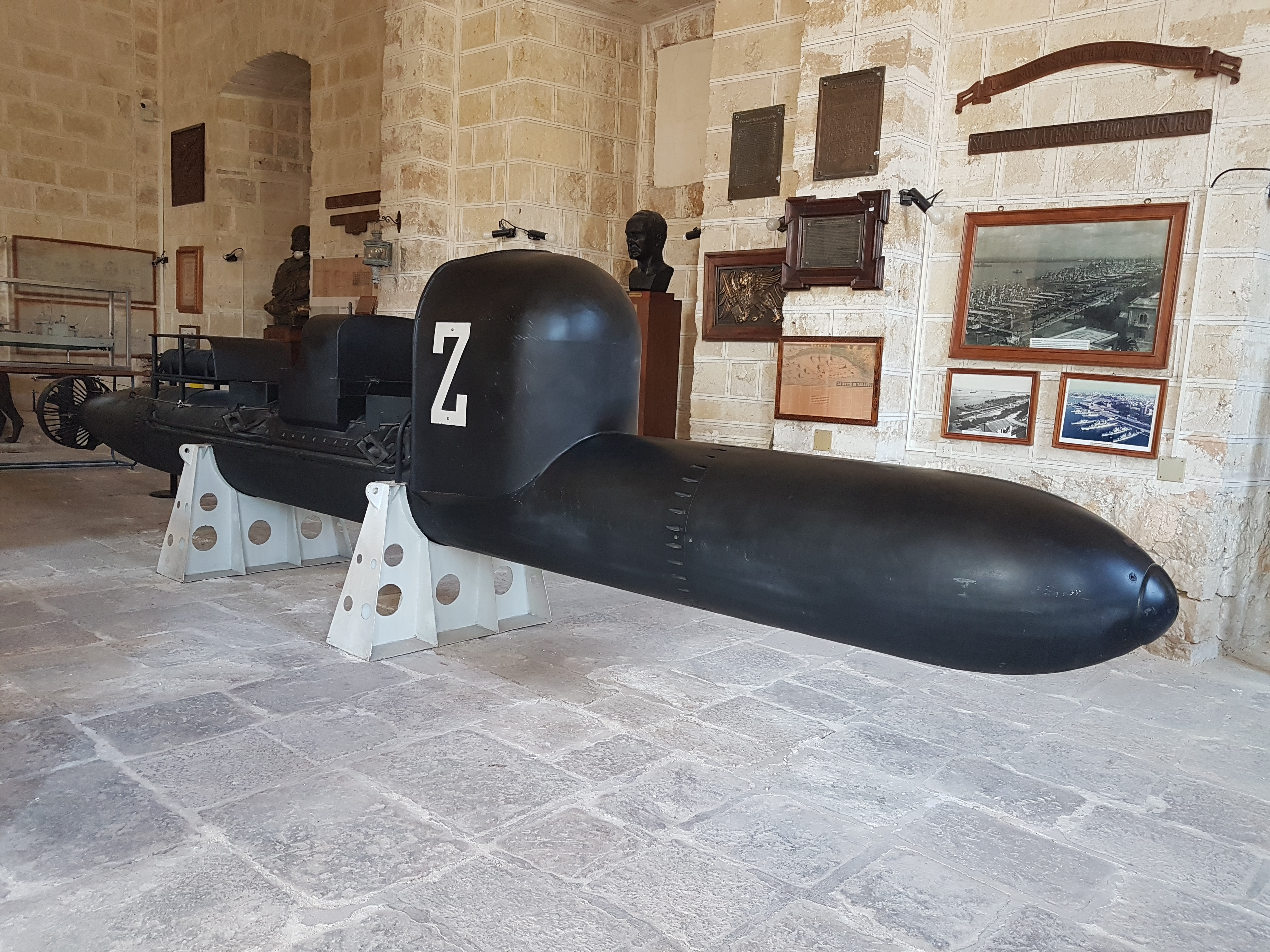
Torpedo humano Maiale (Itália)

As armas reais (canhões, morteiros, artilharias, bombas e outros dispositivos) eram tão diversas quanto os participantes e objetivos. Uma grande variedade foi desenvolvida durante a guerra para atender às necessidades específicas que surgiram, mas muitos traçaram seu desenvolvimento inicial antes da Segunda Guerra Mundial. Os torpedos começaram a usar detonadores magnéticos; sistemas de orientação orientados por bússola, programados e até acústicos; e propulsão melhorada. Os sistemas de controle de disparos continuaram a se desenvolver para armas de navios e passaram a ser usados para torpedos e fogo antiaéreo. Torpedos humanos e o ouriço também foram desenvolvidos.

### Desenvolvimento de armas pequenas

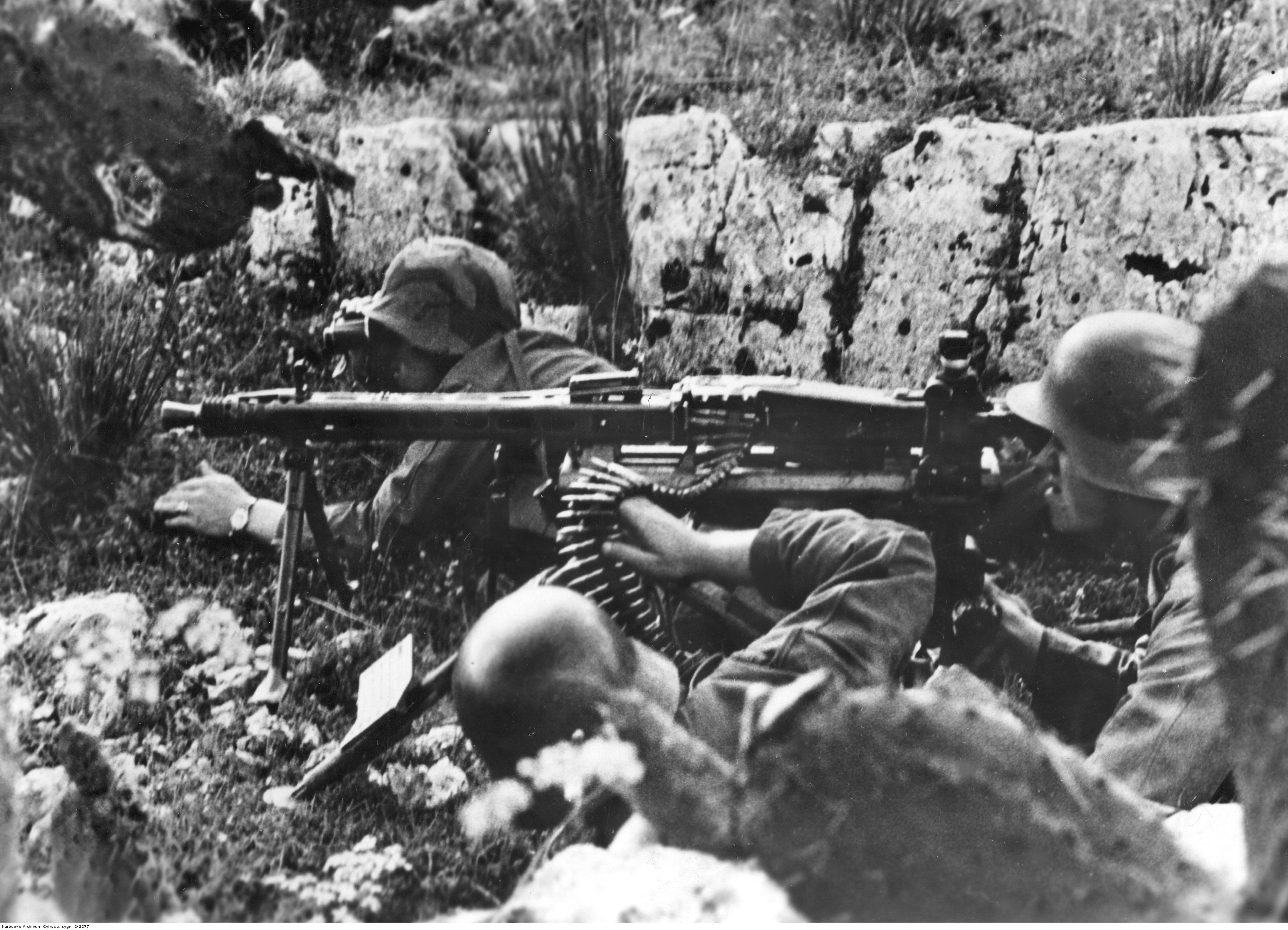
Metralhadora MG 42 (Alemanha)

Novos métodos de produção de armas, como estampagem, rebitagem e soldagem, surgiram para produzir o número de armas necessárias. Os métodos de design e produção avançaram o suficiente para fabricar armas de confiabilidade razoável, como o PPSh-41, PPS-42, Sten, Beretta Model 38, MP40, M3, Gewehr 43, metralhadora Thompson e o M1 Garand.
A Segunda Guerra Mundial viu o estabelecimento de um fuzil semiautomático confiável, como o americano M1 Garand e, mais importante, dos primeiros fuzis de assalto amplamente usados. Os alemães desenvolveram primeiro o FG 42 para seus paraquedistas no assalto e mais tarde o StG 44, disparando um cartucho intermediário; o uso do FG 42 de um cartucho de rifle totalmente potente tornava-o difícil de controlar.
Durante o conflito, muitos novos modelos de rifles de ferrolho foram produzidos como resultado das lições aprendidas na Primeira Guerra Mundial, com os projetos de uma série de rifles de infantaria sendo modificados a fim de acelerar a produção, bem como para fazer os rifles mais compactos e fáceis de manusear. Exemplos de rifles de ferrolho usados durante a Segunda Guerra Mundial incluem o alemão Karabiner Kar98k, o britânico Lee–Enfield e o Springfield M1903A3. Durante o curso da Segunda Guerra Mundial, rifles e carabinas de ferrolho foram modificados ainda mais para atender às novas formas de guerra que os exércitos de certas nações enfrentavam, como por exemplo, guerra urbana e guerra na selva. Os exemplos incluem a carabina soviética Mosin-Nagant M1944, que foram desenvolvidas pelos soviéticos como resultado das experiências do Exército Vermelho com a guerra urbana, por exemplo, a Batalha de Stalingrado e a carabina britânica Lee-Enfield No.5, que foram desenvolvidas para as forças britânicas e da Commonwealth lutando contra os japoneses no sudeste da Ásia e Pacífico.
Quando a Segunda Guerra Mundial terminou em 1945, as armas pequenas que foram usadas no conflito ainda estavam em ação nas mãos das forças armadas de várias nações e movimentos de guerrilha durante e após a era da Guerra Fria. Nações como a União Soviética e os Estados Unidos forneceram muitos excedentes, armas de pequeno porte da Segunda Guerra Mundial, para uma série de nações e movimentos políticos durante a Guerra Fria como um pretexto para fornecer armas de infantaria mais modernas.

### Bomba atômica

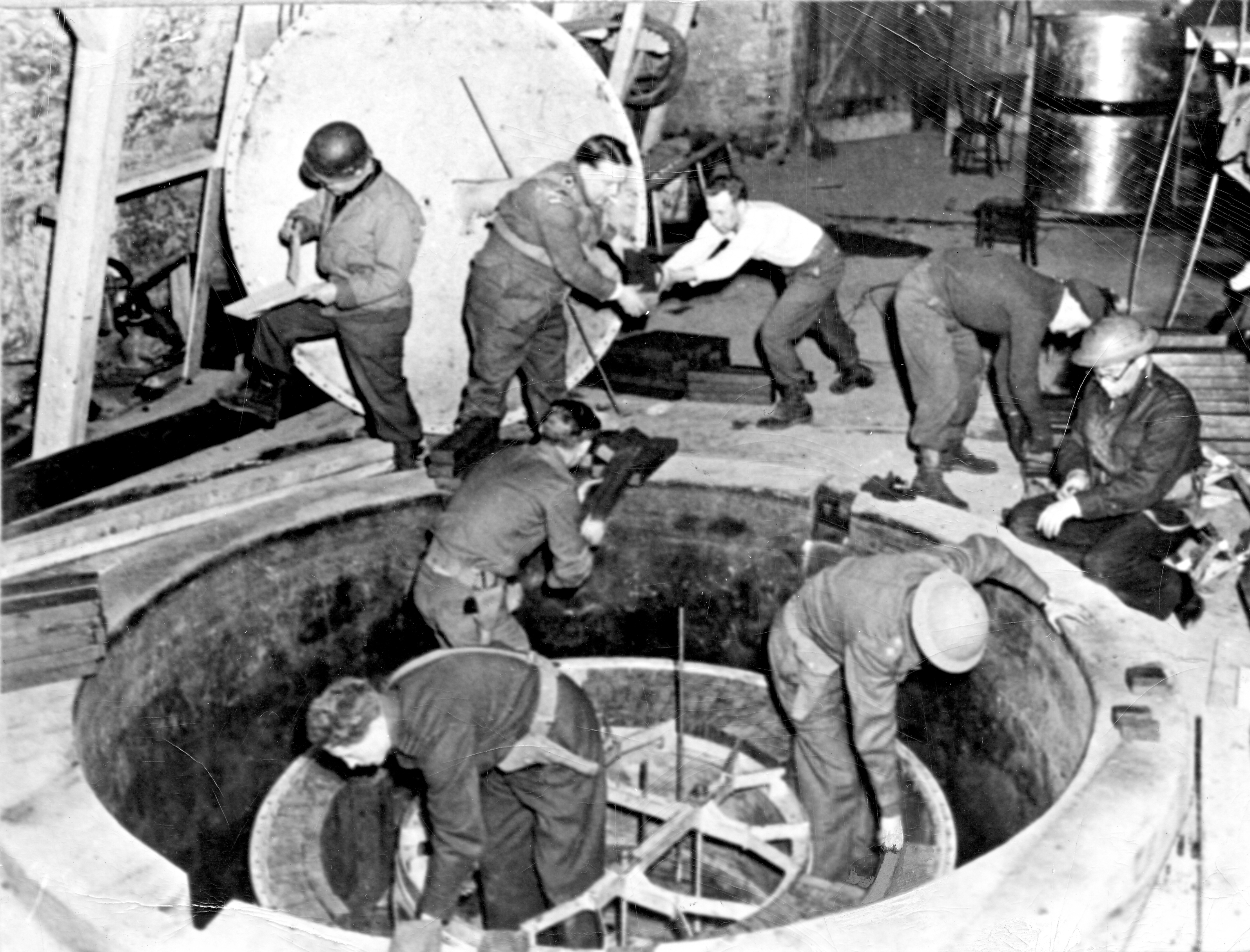
Soldados aliados desmantelando o reator nuclear experimental alemão em Haigerloch

As enormes demandas de pesquisa e desenvolvimento da guerra incluíam o Projeto Manhattan, o esforço para desenvolver rapidamente uma bomba atômica, ou ogiva de fissão nuclear. Foi talvez o desenvolvimento militar mais profundo da guerra e teve um grande impacto na comunidade científica, entre outras coisas, criando uma rede de laboratórios nacionais nos Estados Unidos. Os britânicos, entretanto, iniciaram seu próprio programa de armas nucleares em 1940, sendo o primeiro país a fazê-lo. No entanto, devido à precipitação radioativa em potencial, os britânicos consideraram a ideia moralmente inaceitável e a colocaram em espera. Em 1947, o projeto foi reiniciado e o primeiro teste de armas nucleares bem-sucedido foi realizado em 3 de outubro de 1952 na Operação Furacão e entrou em serviço em 1955.  Grã-Bretanha também foi a primeira a ter a ideia da energia nuclear e a sugerir um potencial para armas atômicas em 1933. Foi patenteado em 1934, o que ajudou a abrir caminho para pesquisas futuras e, mais tarde, para o desenvolvimento bem-sucedido de armas nucleares.
Em 1942, e com a ameaça de invasão da Alemanha ainda aparente, o Reino Unido despachou cerca de 20 cientistas e técnicos britânicos para a América, junto com seus trabalhos, que haviam sido realizados sob o codinome Tube Alloys, para prevenir o potencial de doenças vitais informações caindo nas mãos do inimigo. Os cientistas formaram a contribuição britânica para o Projeto Manhattan, onde seu trabalho no enriquecimento de urânio foi fundamental para o início do projeto.
A invenção da bomba atômica significou que uma única aeronave poderia transportar uma arma tão poderosa que poderia incendiar cidades inteiras, tornando a guerra convencional contra uma nação com um arsenal deles suicida. Após a conclusão do Teatro Europeu em maio de 1945, duas bombas atômicas foram então empregadas contra o Império do Japão em agosto, acelerando o fim da guerra, o que evitou a necessidade de invasão do Japão.

## Eletrônica, comunicações e inteligência
A eletrônica ganhou destaque rapidamente na Segunda Guerra Mundial. Os britânicos desenvolveram computadores eletrônicos (Ultra) que eram usados principalmente para quebrar os códigos "Enigma", que eram códigos secretos nazistas. Esses códigos, para os aliados, eram indecifráveis para mensagens de rádio. No entanto, o trabalho meticuloso de decifradores de código baseados no Bletchley Park da Grã-Bretanha desvendou os segredos da comunicação alemã durante a guerra e desempenhou um papel crucial na derrota final da Alemanha. Os americanos também usaram computadores eletrônicos para equações, como equações de campo de batalha, balística e muito mais. Anteriormente, a maioria dos matemáticos dos Estados Unidos passavam horas resolvendo essas equações. No entanto, não havia matemáticos avançados o suficiente para corresponder à quantidade de equações balísticas que precisavam ser resolvidas.
Centros de controle inicial, que foram embarcados em navios e aeronaves, que estabeleceram a computação em rede, são tão essenciais para nossas vidas diárias. Embora antes da guerra poucos dispositivos eletrônicos fossem vistos como peças importantes de equipamento, no meio da guerra instrumentos como o radar inventado pelos britânicos e o ASDIC (sonar) tornaram-se inestimáveis. A Alemanha começou a guerra pela frente em alguns aspectos do radar, mas perdeu terreno para a pesquisa e o desenvolvimento do magnetron de cavidade na Grã-Bretanha para mais tarde trabalhar no "Laboratório de Radiação" do Instituto de Tecnologia de Massachusetts. Metade dos físicos teóricos alemães eram judeus e haviam emigrado ou se perdido para a Alemanha muito antes do início da Segunda Guerra Mundial.
|                                                                                       |                                                                      |
| Máquina Enigma com três rotores, teclado, luzes e conexões para câmbio de codificação | Área de cobertura do sistema de radar britânico (Chain Home) em 1940 |

## Mísseis
Durante a guerra, os alemães produziram diversas bombas planas, que foram as primeiras armas "inteligentes"; a bomba voadora V-1, que foi a primeira arma de míssil de cruzeiro; e o foguete V-2, o primeiro míssil balístico da história  (ver: Wunderwaffe). O último deles foi o primeiro passo para a era espacial, pois sua trajetória o levou através da estratosfera, mais alto e mais rápido do que qualquer aeronave. Isso, mais tarde, levou ao desenvolvimento do míssil balístico Intercontinental (MBIC). Wernher Von Braun liderou a equipe de desenvolvimento do V-2 e mais tarde emigrou para os Estados Unidos, onde contribuiu para o desenvolvimento do foguete Saturno V, que levou os homens à lua em 1969.
|                                              |                                                                     |                                       |
| Míssil radiocontrolado Wasserfall (Alemanha) | Bomba voadora kamikaze carregada por um Yokosuka MXY-7 Ohka (Japão) | Foguete não guiado RP-3 (Reino Unido) |

## Medicina

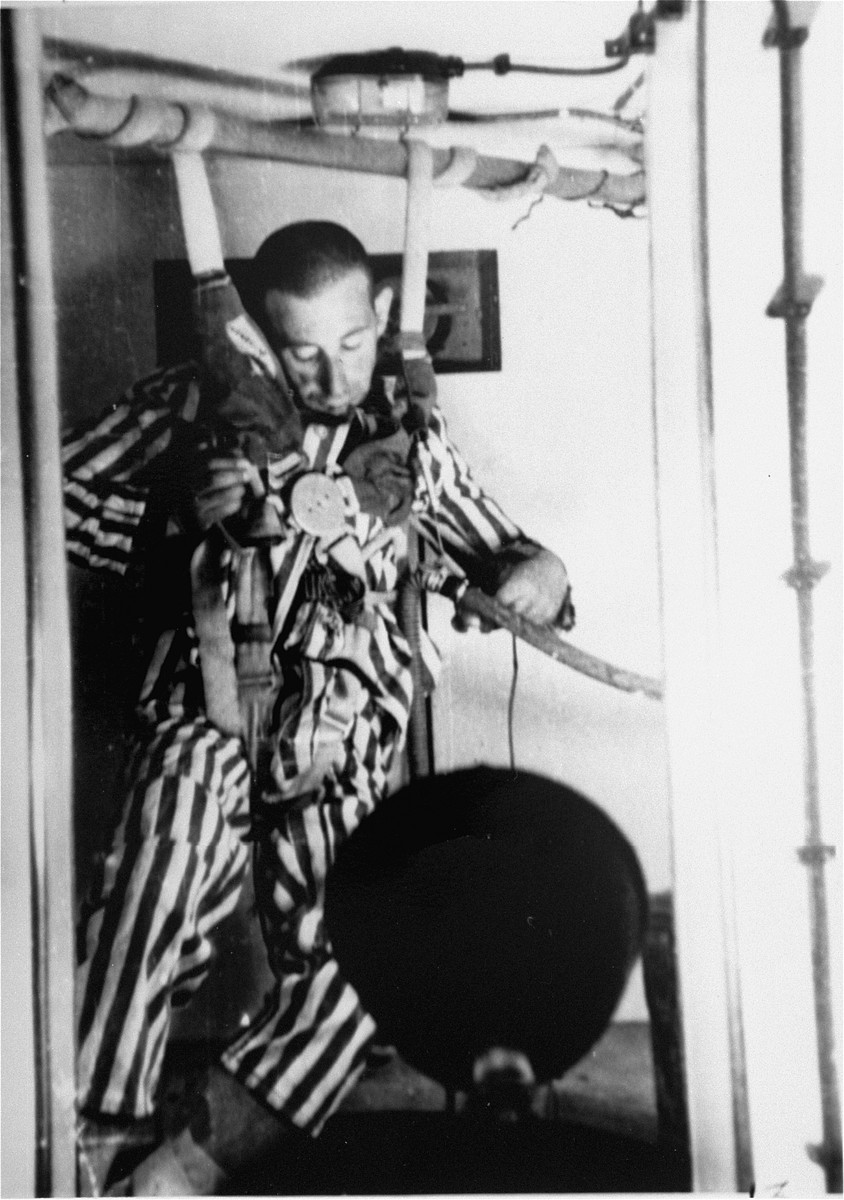
Uma vítima perde a consciência durante um experimento de despressurização numa câmara de descompressão, em Dachau, conduzido pelo médico da Luftwaffe Sigmund Rascher, 1942.

A penicilina foi produzida em massa pela primeira vez e usada durante a guerra. O uso generalizado de mepacrina para a prevenção da malária, sulfanilamida, plasma sanguíneo e morfina também estiveram entre os principais avanços médicos do tempo de guerra. Avanços no tratamento de queimaduras, incluindo o uso de enxertos de pele, imunização em massa contra o tétano e melhorias nas máscaras de gás também ocorreram durante a guerra. O uso de placas de metal para ajudar a cicatrizar fraturas começou durante a guerra.